# 渡辺ひとみ
渡辺 ひとみ（わたなべ ひとみ、10月1日 - ）は、NHKラジオセンター専属の契約キャスター。

## 経歴
- 新潟県新潟市出身。
- フェリス女学院大学卒業後、民間企業のPR職をへて、2006年4月、NHK新潟放送局に入局。ニュース番組のほか、ナレーターも担当した。
- 2011年3月、NHK専属契約を離れ、新潟局のニュース映像制作を請け負う株式会社エムエーディープロダクションに移籍。新潟県民エフエム放送（FM PORT）のナビゲーターやニュースリーダーを務めるなど、民放にも出演。
- 2014年4月、NHKに復帰。ラジオセンター専属の契約キャスターとなり、『ラジオあさいちばん』の土曜・日曜キャスターを担当した。
- 2015年4月からは『NHKマイあさラジオ』の土曜・日曜キャスターを担当している。さらに後継番組の「マイあさ!」も担当し、朝のラジオ番組は2024年度まで11年度連続で出演した。
- グリーフケアアドバイザー

## 人物
- 血液型はA型。
- 車好きでとても詳しく、アナウンサー日記にも車ネタで日記を書いていた。
- 『新潟ニュースファイル』では、スタジオ内を移動するキャスターをカメラが追いかけて撮影するという演出があり、全身が映るため衣装に関する問い合わせも多く、「『靴が昨日と同じだね』と言われて大笑いしたこともある」とラジオ番組で語っている。本人は元々ハイセンスでスタイリスト志望である。
- 身長168センチ。『新潟ニュース610』でアナウンサーの小山径と並ぶと大きく見えることが話題となった。小山との掛け合いは大変軽妙で、息の合ったところを見せていた。
- 全国の契約キャスターが選考対象となる「地域の顔・外部キャスター表彰」2009年度「最優秀賞」受賞。
- 『新潟ニュース610』担当は2010年3月まで。『新潟ニュース845』2010年4月から担当した。
- 新潟放送局制作のドキュメンタリー『きらっと新潟』のナレーションを担当していた。現在も、単発で全国放送のナレーションを担当することがある。

## 現在の出演番組
- マイあさ!（NHKラジオ第1／2019年4月6日～2025年3月30日 ）土曜・日曜キャスター

ローカル枠における関東・甲信越地方のニュース・気象情報・道路交通情報も兼務

## 過去の出演番組
- 新潟ニュースファイル（NHK新潟／2007年1月～2008年3月）
- 新潟ニュース610（NHK新潟／2008年4月～2010年3月）
- 新潟ニュース845（NHK新潟／2010年4月～2011年3月）
- 土曜スタジオパーク（NHK新潟／2010年3月6日）
- NHKニュースおはよう日本（NHK新潟／2010年8月14日）
- アルビフリークライブJ（FM PORT／2012年・2013年）
- ラジオあさいちばん（NHKラジオ第1／2014年4月～2015年3月29日）　土曜・日曜キャスター
- NHKマイあさラジオ（NHKラジオ第1／2015年4月4日～2019年3月31日）　土曜・日曜キャスター

関東・甲信越地方のニュース・気象情報・道路交通情報も兼務（日曜7:55 - 8:00）